# Рясий
Рясий (также риасий, др.-греч. ῥύαξ — поток лавы) — второй геологический период палеопротерозойской эры. Длился с 2300 по 2050 млн лет назад. Датировка хронологическая, не основана на стратиграфии. В англоязычной литературе обозначается как Rhyacian, в связи с чем может ошибочно транскрибироваться как Рьякианец или Риацианский — Рикийский — Рьякийский период.
Образуется Бушвельдский комплекс и другие похожие интрузии.
В конце рясского периода (за 2100 млн лет до настоящего времени) завершается Гуронское оледенение.
В это время существует Франсвильская биота — первая многоклеточная жизнь. Вымерли из-за оледенения.